# Comtat d'Agde
El comtat d'Agde fou una jurisdicció de Septimània al Llenguadoc.
Existia durant el regne visigot de Toledo. L'únic comte visigot conegut fou Gomacari (Gomacharius).
Després de la submissió als francs sota Carles Martell (752) la ciutat devia restar sota els seus comtes gots, però no es coneix el seu nom. Vers 812 Liebulf era segurament comte de Besiers i Agde. El 822 s'esmenta un comte de nom Arnau que "havia estat en altre temps comte de Besiers i Agde" el que suggereix que els dos comtats estaven generalment sota el mateix comte. El comte Apol·loni d'Agde és esmentat en una carta o diploma del 848 i en una donació del 872. Agde no va disposar de més comtes propis exercint el poder al territori el vescomte, mentre el títol nominal el tenia generalment el marquès o duc de Septimània o Gòtia que reunia una sèrie de comtats degut a les seves especials tasques de frontera, exercint poder només als comtats centrals del seu domini i deixant els altres en mans de vescomtes.